# Nintendo Research & Development 1
Nintendo Research & Development 1 (Nintendo R&D1) è stata una divisione di ricerca e sviluppo interna a Nintendo. La sua creazione coincide con l'entrata dell'azienda nell'industria dei giocattoli meccanici ed elettronici.
È nota per aver sviluppato le serie di videogiochi Metroid, Kid Icarus e Wario Land.

## Storia
A metà degli anni '60 Nintendo, in precedenza un'azienda famosa per le carte da gioco, allargò la sua produzione al settore dei giocattoli. Nel 1966 arrivò il primo successo con la Ultra Hand, ideata dal giovane dipendente Gunpei Yokoi. Il presidente della compagnia, Hiroshi Yamauchi, riconobbe l'inventiva di Yokoi e gli affidò un dipartimento adibito alla progettazione di nuovi giocattoli, il Nintendo Research & Development Department. La divisione produsse in breve tempo altri prodotti di successo, come la Ultra Machine (1967) e il Love Tester (1969).
Dopo l'assunzione dell'ingegnere Masayuki Uemura, che aveva lavorato alla Sharp Corporation, il dipartimento R&D cominciò a inserire componenti elettronici all'interno dei giocattoli. Tra questi, ebbero successo le pistole ottiche Kôsenjû SP, commercializzate dal 1970. Il presidente Yamauchi pensò di sfruttare questa tecnologia per realizzare dei simulatori di tiro al piattello da vendere ai gestori delle sale da bowling giapponesi, che stavano attraversando un periodo di crisi per colpa della novità rappresentata dai locali karaoke. Il costoso sistema, chiamato Laser Clay Shooting System, venne completato nel 1973. Nei primi mesi riscosse un buon successo, ma le vendite subirono un forte calo a seguito della crisi energetica dell'ottobre di quell'anno. Nintendo, allora, ne commercializzò una versione più compatta ed economica, il Mini Laser Clay, indirizzata alle sale giochi. Negli anni seguenti il dipartimento R&D realizzò altri sparatutto con pistola ottica arricchiti da filmati in pellicola da 16 millimetri. Il primo di questa serie fu WIld Gunman del 1974. R&D sperimentò anche con il formato video su bobina Electronic Video Recording, utilizzandolo in cabinati come EVR Derby Race, un gioco di scommesse sulle corse di cavalli.
Nel 1977 il dipartimento cominciò a produrre videogiochi programmati, dividendosi nei sottogruppi Nintendo Research & Development 1 e Nintendo Research & Development 2. Quest'ultimo reparto si occupò dello sviluppo di console domestiche: la serie Color TV Game e successivamente il Famicom. R&D1 continuò invece a dedicarsi ai cabinati. I primi videogiochi programmati realizzati dal team furono Computer Othello e Block Fever del 1978. Donkey Kong del 1981, ideato dal designer Shigeru Miyamoto, fu il primo successo internazionale di R&D1 negli arcade. Dal 1980 il gruppo si occupò di produrre anche la serie di giochi elettronici portatili a schermi LCD Game & Watch, ideata da Gunpei Yokoi.
Con il lancio del Famicom nel luglio 1983, R&D1 cominciò a realizzare videogiochi per la piattaforma, rivestendo il ruolo di sviluppatore di punta nei primi anni di vita della console. Sebbene non raggiunse mai i successi dei giochi del team di Miyamoto, il Nintendo Research & Development 4 (Super Mario Bros., The Legend of Zelda), anche R&D1 pubblicò titoli importanti per la console fissa Nintendo, in particolare Metroid e Kid Icarus, fondamentali nella definizione del sottogenere dei metroidvania.
A metà degli anni '80, Gunpei Yokoi e l'ingegnere Satoru Okada iniziarono a progettare il Game Boy, prima console portatile di Nintendo. R&D1 si concentrò quindi sullo sviluppo dei giochi per il lancio della nuova piattaforma. A causa di questo cambio di focus, una parte degli sviluppatori uscì dal team per fondare nel 1986 Intelligent Systems, restando comunque strettamente affiliati con R&D1. Fire Emblem e Famicom Wars furono tra i giochi per Famicom ideati da questa nuova software house.
In quel periodo all'interno di R&D1 si venne a costituire in maniera informale il Team Shikamaru, composto dai designer Makoto Kano, Yoshio Sakamoto e Toru Osawa. Il gruppo è responsabile di alcuni dei giochi più memorabili della divisione, come Famicom Detective Club, Kaeru no Tame ni Kane wa Naru e Super Metroid. Fu, invece, un buon successo commerciale la serie per Game Boy di Super Mario Land, in cui furono, tra l'altro, introdotti i personaggi di Daisy e Wario.
Gunpei Yokoi venne incaricato agli inizi degli anni '90 di creare un successore del Game Boy che utilizzasse la realtà virtuale. Il prodotto che ne derivò, il Virtual Boy, venne commercializzato nel 1995 ma fu di scarso successo. Questo fu uno dei motivi che portò Yokoi a licenziarsi da Nintendo l'anno successivo e fondare la compagnia indipendente Koto Laboratory. Takehiro Izushi prese il suo posto come amministratore delegato di R&D1. Lo stesso anno venne formato il Nintendo Research & Engineering Department, incaricato di progettare le successive console portatili di Nintendo. R&D1 si occupò quindi esclusivamente dello sviluppo di software (per lo più per Game Boy Color e Advance), fino ad essere chiuso insieme a Nintendo Research & Development 2 a fine 2004. Gli sviluppatori vennero ricollocati in Nintendo Entertainment Analysis & Development (nuovo nome di R&D4) e nel nuovo team Nintendo Software Planning & Development, creato col compito principale di supervisionare lo sviluppo di giochi di franchise Nintendo in software house esterne.

## Lista di videogiochi sviluppati

### Giochi da sala elettromeccanici
- Mini Laser Clay (1974)
- Wild Gunman (1974)
- Shooting Trainer (1974)
- Fascination (1974)
- EVR Derby Race (1975)
- EVR Car Race (1975)
- EVR Baseball (1976)
- Sky Hawk (1976)
- Battle Shark (1977)
- New Shooting Trainer (1978)
- Test Driver (1979)

### Arcade
- Computer Othello (1978)
- Block Fever (1978)
- Space Fever (1979)
- Monkey Magic (1979)
- Sheriff (1979)
- Space Launcher (1979)
- Space Firebird (1980)
- HeliFire (1980)
- Radar Scope (1980)
- Donkey Kong (1981)
- Sky Skipper (1981)
- Donkey Kong Jr. (1982)
- Popeye (1982)
- Mario Bros. (1983)
- Donkey Kong 3 (1983)
- VS. Mahjong (1984)
- VS. Tennis (1984)
- VS. Baseball (1984)
- VS. Pinball (1984)
- VS. Golf (1984)
- VS. Ladies Golf (1984)
- VS. Wrecking Crew (1984)
- VS. Balloon Fight (1984)
- VS. Clu Clu Land (1984)
- VS. Excitebike (1984)
- VS. Urban Champion (1984)
- VS. Ice Climber (1985)
- VS. Duck Hunt (1985)
- VS. Hogan's Alley (1985)
- VS. Mach Rider (1985)
- VS. Soccer (1985)
- VS. Super Mario Bros. (1986)
- VS. Gumshoe (1986)
- VS. Dr. Mario (1990)

### Game & Watch

#### Silver
- Ball (1980)
- Flagman (1980)
- Vermin (1980)
- Fire (1980)
- Judge (1980)

#### Gold
- Manhole (1981)
- Helmet (1981)
- Lion (1981)

#### Wide Screen
- Parachute (1981)
- Octopus (1981)
- Popeye (1981)
- Chef (1981)
- Mickey Mouse (1981)
- Egg (1981)
- Fire (1981)
- Turtle Bridge (1982)
- Fire Attack (1982)
- Snoopy Tennis (1982)

#### Vertical Multi Screen
- Oil Panic (1982)
- Donkey Kong (1982)
- Mickey & Donald (1982)
- Green House (1982)
- Donkey Kong II (1983)
- Pinball (1983)
- Black Jack (1985)
- Squish (1986)
- Bomb Sweeper (1987)
- Safebuster (1988)
- Gold Cliff (1988)
- Zelda (1989)

#### New Wide Screen
- Donkey Kong Jr. (1982)
- Mario's Cement Factory (1983)
- Manhole (1983)
- Tropical Fish (1985)
- Super Mario Bros. (1988)
- Climber (1988)
- Balloon Fight (1988)
- Mario the Juggler (1991)

#### Horizontal Multi Screen
- Mario Bros. (1983)
- Rain Shower (1983)
- Life Boat (1983)

#### Table Top
- Donkey Kong Jr. (1983)
- Mario's Cement Factory (1983)
- Snoopy (1983)
- Popeye (1983)

#### Panorama
- Snoopy (1983)
- Popeye (1983)
- Donkey Kong Jr. (1983)
- Mario's Bombs Away (1983)
- Mickey Mouse (1984)
- Donkey Kong Circus (1984)

#### Super Color
- Spitball Sparky (1984)
- Crab Grab (1984)

#### Micro Vs.
- Boxing (1984)
- Donkey Kong 3 (1984)
- Donkey Kong Hockey (1984)

#### Crystal Screen
- Super Mario Bros. (1986)
- Climber (1986)
- Balloon Fight (1986)

#### Special
- Super Mario Bros. (1987)

### Console
| Titolo                                                      | Produttore                         | Direttore                          | Musica                                          | Data uscita                                       | Piattaforma      |
| ----------------------------------------------------------- | ---------------------------------- | ---------------------------------- | ----------------------------------------------- | ------------------------------------------------- | ---------------- |
| Tennis                                                      | Gunpei Yokoi                       |                                    |                                                 | 14 gennaio 1984 1º settembre 1986                 | Famicom / NES    |
| Pinball                                                     | Gunpei Yokoi                       |                                    | Yukio Kaneoka                                   | 2 febbraio 1984 1º settembre 1986                 | Famicom / NES    |
| Wild Gunman                                                 | Gunpei Yokoi                       |                                    | Hirokazu Tanaka                                 | 18 febbraio 1984 15 febbraio 1988                 | Famicom / NES    |
| Duck Hunt                                                   | Gunpei Yokoi                       |                                    | Hirokazu Tanaka                                 | 29 aprile 1984 15 agosto 1987                     | Famicom / NES    |
| Golf                                                        | Gunpei Yokoi                       |                                    |                                                 | 1º maggio 1984 15 novembre 1986                   | Famicom / NES    |
| Hogan's Alley                                               | Gunpei Yokoi                       |                                    | Hirokazu Tanaka                                 | 12 giugno 1984 15 dicembre 1987                   | Famicom / NES    |
| Donkey Kong 3                                               | Gunpei Yokoi                       | Shigeru Miyamoto                   | Hirokazu Tanaka                                 | 4 luglio 1984 15 settembre 1987                   | Famicom / NES    |
| Urban Champion                                              | Gunpei Yokoi                       |                                    | Hirokazu Tanaka                                 | 14 novembre 1984 1986                             | Famicom / NES    |
| Clu Clu Land                                                | Gunpei Yokoi                       |                                    |                                                 | 22 novembre 1984 15 febbraio 1987                 | Famicom / NES    |
| Balloon Fight (con HAL Laboratory)                          | Gunpei Yokoi                       |                                    | Hirokazu Tanaka                                 | 22 gennaio 1985 12 marzo 1987                     | Famicom / NES    |
| Ice Climber                                                 | Gunpei Yokoi                       | Kenji Miki                         | Akito Nakatsuka                                 | 30 gennaio 1985 1º settembre 1986                 | Famicom / NES    |
| Soccer                                                      | Gunpei Yokoi                       |                                    | Kōji Kondō                                      | 9 aprile 1985 gennaio 1987                        | Famicom / NES    |
| Wrecking Crew                                               | Gunpei Yokoi                       |                                    | Hirokazu Tanaka                                 | 18 giugno 1985 15 ottobre 1987                    | Famicom / NES    |
| Stack-Up                                                    | Gunpei Yokoi                       |                                    |                                                 | 26 luglio 1985 1º settembre 1986                  | Famicom / NES    |
| Gyromite                                                    | Gunpei Yokoi                       |                                    |                                                 | 13 agosto 1985 1º settembre 1986                  | Famicom / NES    |
| Mach Rider (con HAL Laboratory)                             | Gunpei Yokoi                       |                                    | Hideki Kanazashi, Hiroaki Suga                  | 21 novembre 1985 15 marzo 1987                    | Famicom / NES    |
| Vs. Baseball                                                | Gunpei Yokoi                       |                                    |                                                 | 21 febbraio 1986                                  | FDS              |
| Vs. Golf                                                    | Gunpei Yokoi                       |                                    |                                                 | 21 febbraio 1986                                  | FDS              |
| Vs. Mahjong                                                 | Gunpei Yokoi                       |                                    |                                                 | 21 febbraio 1986                                  | FDS              |
| Vs. Soccer                                                  | Gunpei Yokoi                       |                                    |                                                 | 21 febbraio 1986                                  | FDS              |
| Vs. Tennis                                                  | Gunpei Yokoi                       |                                    |                                                 | 21 febbraio 1986                                  | FDS              |
| Gumshoe                                                     | Gunpei Yokoi                       |                                    | Hirokazu Tanaka                                 | giugno 1986 15 giugno 1988                        | NES              |
| Volleyball (con Pax Softnica)                               | Gunpei Yokoi                       |                                    | Kōji Kondō                                      | 21 luglio 1986 15 novembre 1987                   | FDS / NES        |
| Metroid                                                     | Gunpei Yokoi                       | Satoru Okada                       | Hirokazu Tanaka                                 | 6 agosto 1986 15 gennaio 1988                     | FDS / NES        |
| Kid Icarus                                                  | Gunpei Yokoi                       | Satoru Okada                       | Hirokazu Tanaka                                 | 19 dicembre 1986 15 febbraio 1987                 | FDS / NES        |
| Nakayama Miho no Tokimeki High School                       | Gunpei Yokoi                       | Yoshio Sakamoto                    | Nobuo Uematsu, Toshiaki Imai                    | 1º dicembre 1987                                  | FDS              |
| Famicom Tantei Club: Kieta Kōkeisha                         | Gunpei Yokoi                       | Satoru Okada                       | Hiromi                                          | 27 aprile 1988 (Disco 1) 14 giugno 1988 (Disco 2) | FDS              |
| Vs. Ice Climber                                             | Gunpei Yokoi                       | Kenji Miki                         | Akito Nakatsuka                                 | 18 novembre 1988                                  | FDS              |
| Vs. Wrecking Crew                                           | Gunpei Yokoi                       |                                    | Hirokazu Tanaka                                 | 3 febbraio 1989                                   | FDS              |
| Alleyway                                                    | Gunpei Yokoi                       |                                    | Kenji Yamamoto                                  | 21 aprile 1989 28 settembre 1990                  | Game Boy         |
| Baseball                                                    | Gunpei Yokoi                       |                                    |                                                 | 21 aprile 1989 1990                               | Game Boy         |
| Super Mario Land                                            | Gunpei Yokoi                       | Satoru Okada                       | Hirokazu Tanaka                                 | 21 aprile 1989 28 settembre 1990                  | Game Boy         |
| Famicom Tantei Club Part II: Ushiro ni Tatsu Shōjo          | Gunpei Yokoi                       | Toru Osawa                         | Kenji Yamamoto                                  | 23 maggio 1989 (Disco 1) 30 giugno 1989 (Disco 2) | FDS              |
| Tennis                                                      | Gunpei Yokoi                       |                                    |                                                 | 29 maggio 1989 1990                               | Game Boy         |
| Vs. Pinball                                                 | Gunpei Yokoi                       |                                    | Yukio Kaneoka                                   | 30 maggio 1989                                    | FDS              |
| Tetris                                                      | Gunpei Yokoi                       | Satoru Okada                       | Hirokazu Tanaka                                 | 14 giugno 1989 28 settembre 1990                  | Game Boy         |
| Tetris                                                      | Gunpei Yokoi                       |                                    | Hirokazu Tanaka                                 | novembre 1989 23 febbraio 1990                    | NES              |
| Solar Striker (con Minakuchi Engineering)                   | Gunpei Yokoi                       | Satoru Okada, Keisuke Terasaki     | Toru Osada                                      | 26 gennaio 1990 28 settembre 1990                 | Game Boy         |
| Qix                                                         | Gunpei Yokoi                       |                                    |                                                 | 13 aprile 1990 28 settembre 1990                  | Game Boy         |
| Dr. Mario                                                   | Gunpei Yokoi                       | Takahiro Harada                    | Hirokazu Tanaka                                 | 27 luglio 1990 27 giugno 1991                     | Famicom / NES    |
| Dr. Mario                                                   | Gunpei Yokoi                       | Takahiro Harada                    | Hirokazu Tanaka                                 | 27 luglio 1990 30 aprile 1991                     | Game Boy         |
| Barker Bill's Trick Shooting                                | Gunpei Yokoi                       |                                    | Hirokazu Tanaka                                 | agosto 1990 27 giugno 1991                        | NES              |
| Balloon Kid (con Pax Softnica)                              | Gunpei Yokoi                       | Yoshio Sakamoto                    | Hirokazu Tanaka                                 | 5 ottobre 1990 31 gennaio 1991                    | Game Boy         |
| Radar Mission                                               | Gunpei Yokoi                       |                                    | Kenji Yamamoto                                  | 23 ottobre 1990 1991                              | Game Boy         |
| F1-Race                                                     | Gunpei Yokoi                       |                                    |                                                 | 9 novembre 1990 10 ottobre 1991                   | Game Boy         |
| Kid Icarus: Of Myths and Monsters                           | Gunpei Yokoi                       |                                    |                                                 | 5 novembre 1991 21 maggio 1992                    | Game Boy         |
| Metroid II: Return of Samus                                 | Gunpei Yokoi                       | Hiroji Kiyotake, Hiroyuki Kimura   | Ryoji Yoshitomi                                 | novembre 1991 21 maggio 1992                      | Game Boy         |
| Nintendo Scope 6                                            | Makoto Kano                        | Yoshio Sakamoto                    | Ryoji Yoshitomi, Yumiko Kanki, Hajime Hirasawa  | febbraio 1992 27 agosto 1993                      | Super Nintendo   |
| Vs. Clu Clu Land                                            | Gunpei Yokoi                       |                                    |                                                 | 28 aprile 1992                                    | FDS              |
| X (con Argonaut Games)                                      | Gunpei Yokoi                       | Yoshio Sakamoto                    | Kazumi Totaka                                   | 29 maggio 1992                                    | Game Boy         |
| Mario Paint (con Intelligent Systems)                       | Gunpei Yokoi                       | Hirofumi Matsuoka                  | Hirokazu Tanaka, Ryoji Yoshitomi, Kazumi Totaka | 14 luglio 1992 10 dicembre 1992                   | Super Nintendo   |
| Kaeru no Tame ni Kane wa Naru                               | Makoto Kano                        | Toru Osawa                         | Kazumi Totaka                                   | 14 settembre 1992                                 | Game Boy         |
| Super Mario Land 2: 6 Golden Coins                          | Gunpei Yokoi                       | Hiroji Kiyotake, Takehiko Hosokawa | Kazumi Totaka                                   | 21 ottobre 1992 28 gennaio 1993                   | Game Boy         |
| Battle Clash (con Intelligent Systems)                      | Gunpei Yokoi                       | Makoto Kano                        | Yuka Tsujiyoko                                  | ottobre 1992 18 marzo 1993                        | Super Nintendo   |
| Joy Mech Fight                                              | Gunpei Yokoi                       |                                    | Hideaki Shimizu                                 | 21 maggio 1993                                    | Famicom          |
| Yoshi's Safari                                              | Gunpei Yokoi                       |                                    |                                                 | 14 luglio 1993 1994                               | Super Nintendo   |
| Tetris 2                                                    | Gunpei Yokoi                       |                                    | Mitsuhiko Takano, Miyuki Uemura                 | 21 settembre 1993                                 | Famicom / NES    |
| Metal Combat: Falcon's Revenge (con Intelligent Systems)    | Gunpei Yokoi                       |                                    | Yuka Tsujiyoko                                  | dicembre 1993 1993                                | Super Nintendo   |
| Wario Land: Super Mario Land 3                              | Gunpei Yokoi                       | Hiroji Kiyotake, Takehiko Hosokawa | Ryoji Yoshitomi, Kozue Ishikawa                 | 21 gennaio 1994 13 maggio 1994                    | Game Boy         |
| Wario's Woods                                               | Kenji Miki                         | Kenji Miki                         | Shinobu Amayake, Soyo Oka                       | 19 febbraio 1994 1995                             | Famicom / NES    |
| Super Metroid                                               | Makoto Kano                        | Yoshio Sakamoto                    | Kenji Yamamoto, Minako Hamano                   | 19 marzo 1994 28 luglio 1994                      | Super Nintendo   |
| Wario's Woods                                               | Kenji Miki                         | Kenji Miki                         | Hiroaki Suga, Tadashi Ikegami                   | 10 dicembre 1994 1995                             | Super Nintendo   |
| Game Boy Gallery (con Tose)                                 | Gunpei Yokoi                       |                                    |                                                 | 27 aprile 1995                                    | Game Boy         |
| Snoopy Concert (con Pax Softnica)                           | Hiroo Takami                       | Isshin Shimizu                     | Hirokazu Tanaka, Minako Hamano                  | 19 maggio 1995                                    | Super Famicom    |
| Mario's Tennis                                              | Gunpei Yokoi                       | Masao Yamamoto, Hitoshi Yamagami   | Hitoshi Fukushima, Morihito Iwamoto             | 21 luglio 1995                                    | Virtual Boy      |
| Teleroboxer                                                 | Gunpei Yokoi                       | Yoshio Sakamoto                    | Katsuya Yamano                                  | 21 luglio 1995                                    | Virtual Boy      |
| Mario Clash                                                 | Gunpei Yokoi                       | Toru Osawa, Hiroyuki Kimura        | Ryoji Yoshitomi                                 | 28 settembre 1995                                 | Virtual Boy      |
| Virtual Boy Wario Land                                      | Gunpei Yokoi                       | Hiroji Kiyotake, Hirofumi Matsuoka | Kazumi Totaka                                   | 27 novembre 1995                                  | Virtual Boy      |
| Wario Land II                                               | Takehiro Izushi                    | Takehiko Hosokawa                  | Kozue Ishikawa                                  | 9 marzo 1998 26 marzo 1998                        | Game Boy         |
| Wrecking Crew '98 (con Pax Softnica)                        | Takehiro Izushi                    |                                    | Hirokazu Tanaka                                 | 23 maggio 1998                                    | Super Famicom    |
| Wario Land II                                               | Takehiro Izushi                    | Takehiko Hosokawa                  | Kozue Ishikawa                                  | 21 ottobre 1998 25 febbraio 1999                  | Game Boy Color   |
| Tetris DX                                                   | Takehiro Izushi                    |                                    |                                                 | 21 ottobre 1998 1º luglio 1999                    | Game Boy Color   |
| Famicom Bunko: Hajimari no Mori (con Pax Softnica)          | Takehiro Izushi                    |                                    |                                                 | 1º luglio 1999                                    | Super Famicom    |
| Trade & Battle: Card Hero (con Intelligent Systems)         | Takashi Kawaguchi, Takehiro Izushi | Yoshio Sakamoto                    | Takane Okubo                                    | 21 febbraio 2000                                  | Game Boy Color   |
| Wario Land 3                                                | Takehiro Izushi                    | Takehiko Hosokawa                  | Kozue Ishikawa                                  | 21 marzo 2000 14 aprile 2000                      | Game Boy Color   |
| Balloon Fight GB (con Pax Softnica)                         | Takehiro Izushi                    | Yoshio Sakamoto                    | Hirokazu Tanaka                                 | 31 luglio 2000                                    | Game Boy Color   |
| Wario Land 4                                                | Takehiro Izushi                    | Hirofumi Matsuoka                  | Ryoji Yoshitomi                                 | 21 agosto 2001 17 novembre 2001                   | Game Boy Advance |
| Metroid Fusion                                              | Takehiro Izushi                    | Yoshio Sakamoto, Takehiko Hosokawa | Minako Hamano, Akira Fujiwara                   | 18 novembre 2002 22 novembre 2002                 | Game Boy Advance |
| WarioWare, Inc.: Minigame Mania                             | Takehiro Izushi                    | Hirofumi Matsuoka                  | Ryoji Yoshitomi, Kyoko Miyamoto                 | 21 marzo 2003 23 maggio 2003                      | Game Boy Advance |
| WarioWare, Inc.: Mega Party Games (con Intelligent Systems) | Takehiro Izushi, Ryoichi Kitanishi | Goro Abe, Osamu Yamauchi           | Masanobu Matsunaga, Kenichi Nishimaki           | 17 ottobre 2003 3 settembre 2004                  | GameCube         |
| Metroid: Zero Mission                                       | Takehiro Izushi                    | Yoshio Sakamoto                    | Kenji Yamamoto, Minako Hamano                   | 9 febbraio 2004 8 aprile 2004                     | Game Boy Advance |